# (17044) Mubdirahman
(17044) Mubdirahman est un astéroïde de la ceinture principale.

## Description
(17044) Mubdirahman est un astéroïde de la ceinture principale. Il fut découvert le 19 mars 1999 à Socorro (Nouveau-Mexique) par LINEAR. Il présente une orbite caractérisée par un demi-grand axe de 2,27 UA, une excentricité de 0,06 et une inclinaison de 7,9° par rapport à l'écliptique.

## Compléments